# Gadsby Lake
Gadsby Lake är en sjö i Kanada.   Den ligger i provinsen Alberta, i den centrala delen av landet, 2 800 km väster om huvudstaden Ottawa. Gadsby Lake ligger 841 meter över havet. Arean är 1,2 kvadratkilometer. Den sträcker sig 1,3 kilometer i nord-sydlig riktning, och 1,9 kilometer i öst-västlig riktning.
Trakten runt Gadsby Lake består till största delen av jordbruksmark. Runt Gadsby Lake är det mycket glesbefolkat, med 4 invånare per kvadratkilometer.